# Gints Meija
Gints Meija (* 4. září 1987, Riga, Lotyšská SSR, SSSR) je lotyšský lední hokejista, v současné době působí v Dinamu Riga v KHL. Hraje na pozici pravého křídla.

## Klubová kariéra
Hrál za lotyšské kluby SK LSPA/Riga, HK Riga 2000 a HK Liepājas Metalurgs. Od sezóny 2008/09 nastupuje v Dinamu Riga v KHL.

## Reprezentace
Nastupoval za lotyšské mládežnické reprezentace.
S lotyšskou seniorskou reprezentací se zúčastnil několika mistrovství světa v ledním hokeji a také ZOH 2010 v kanadském Vancouveru.